# Muriel Sarkany
Muriel Sarkany (Bruselas, 5 de agosto de 1974) es una deportista belga que compitió en escalada, especialista en la prueba de dificultad.
Ganó cinco medallas en el Campeonato Mundial de Escalada entre los años 1997 y 2007, y dos medallas en el Campeonato Europeo de Escalada, oro en 1998 y bronce en 2002.

## Palmarés internacional
| Campeonato Mundial | Campeonato Mundial       | Campeonato Mundial | Campeonato Mundial |
| Año                | Lugar                    | Medalla            | Prueba             |
| ------------------ | ------------------------ | ------------------ | ------------------ |
| 1997               | París (Francia)          | Medalla de plata   | Dificultad         |
| 1999               | Birmingham (Reino Unido) | Medalla de plata   | Dificultad         |
| 2001               | Winterthur (Suiza)       | Medalla de plata   | Dificultad         |
| 2003               | Chamonix (Francia)       | Medalla de oro     | Dificultad         |
| 2007               | Avilés (España)          | Medalla de plata   | Dificultad         |
| Campeonato Europeo |                          |                    |                    |
| Año                | Lugar                    | Medalla            | Prueba             |
| 1998               | Núremberg (Alemania)     | Medalla de oro     | Dificultad         |
| 2002               | Chamonix (Francia)       | Medalla de bronce  | Dificultad         |